# エバンズビル (ウィスコンシン州)

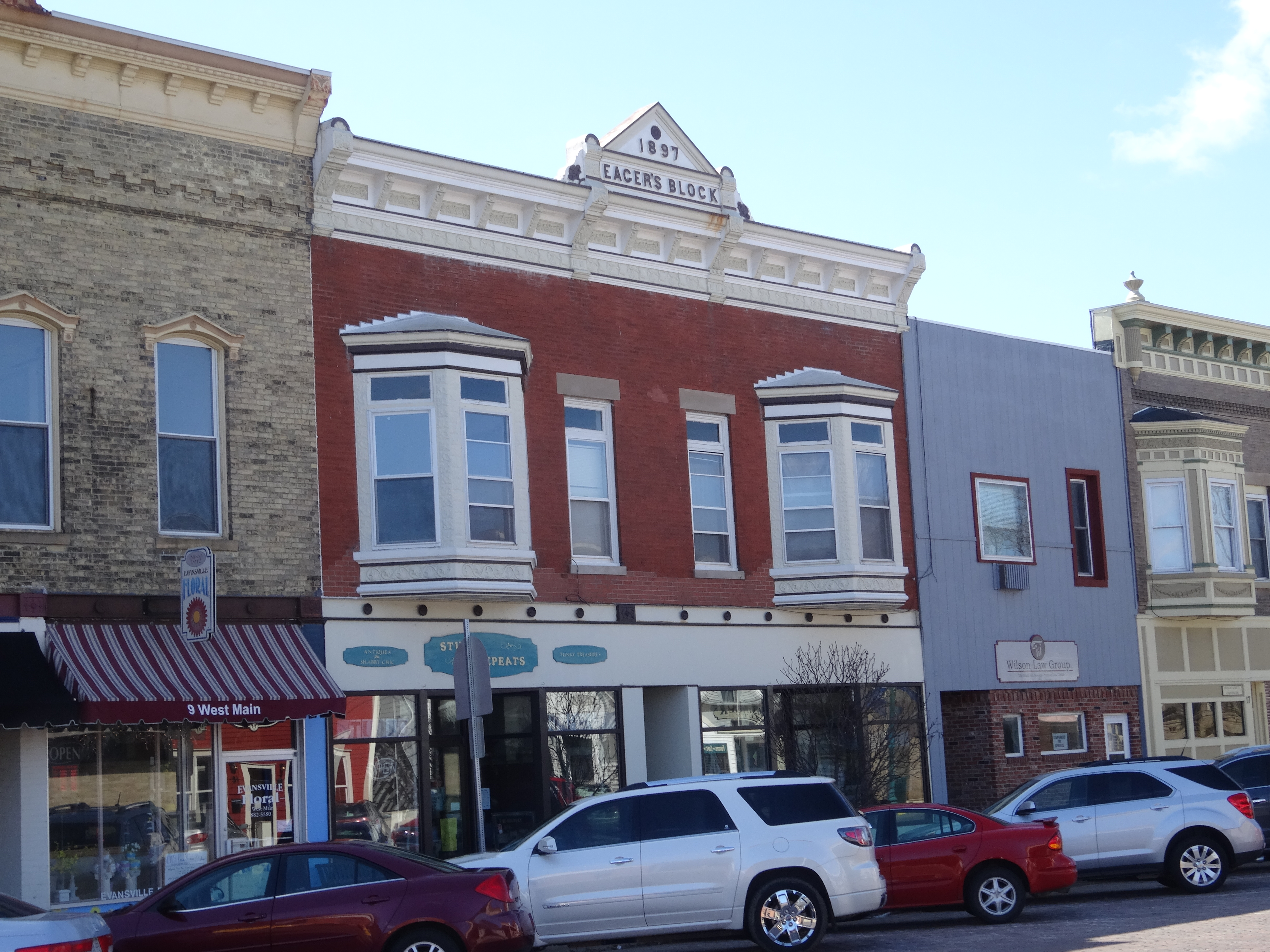
ダウンタウン

エバンズビル（Evansville）は、アメリカ合衆国ウィスコンシン州南部、ロック郡にある都市。人口は4,039人（2000年国勢調査）。

## 歴史
19世紀初頭まで、この一帯は原生林に覆われていた。アメリカ人が最初に定住したのは1830年代であった。この時期の移民のほとんどは、東海岸から西へと新天地を求めてきた人々であった。1855年にはエバンズビル地域の地図が作成されていたことが記録として残っており、その頃には住宅や商業店舗、教会は既に整備されていた。
1863年、シカゴ・ノースウェスタン鉄道の線路がエバンズビルに敷かれた。シカゴやカンザスシティなどの大都市との交通路が確保されたことにより、エバンズビルはより大きく発展した。この当時、エバンズビルを支えた主産業は農業であり、主に小麦やタバコが栽培されていた。
1890年代には人口は1,900人を超えた。1920年代にはエバンズビルの歴史的建築物はほとんど完成した。

### 史跡
エバンズビルは、ウィスコンシン州で最も有名な歴史地区が存在する都市である。ガーフィールド通り（Garfield Avenue）やリバティ通り（Liberty Street）などの目抜き通りや、その周辺の路地にはウィスコンシン州の中でも指折りの歴史的建築物が良好な状態で保存されている。
ウィスコンシン州歴史協会はエバンズビルを「1840年代から1915年にかけてのウィスコンシン州の小都市を知ることができる、素晴らしい場所だ」と賞賛した。1978年には、エバンズビルの歴史地区はアメリカ合衆国国家歴史登録財に登録された。

## 地理

ロック郡内の位置

エバンズビルは北緯42度26分28秒 西経88度18分1秒 / 北緯42.44111度 西経88.30028度 (42.779917, -89.300378) に位置している。
アメリカ合衆国統計局によると、エバンズビル市は総面積5.7km²である。このうち5.6km²が陸地で、0.1km²が水域である。総面積の2.25%が水域となっている。
エバンズビルの北方約50キロメートルにはウィスコンシン州の州都マディソンが位置している。マディソンには規模の大きい空港やグレイハウンドのバスターミナルもあり、エバンズビルへの玄関口となっている。またエバンズビルの南方約40キロメートルにはジェーンズビルが位置している。

## 人口動勢
以下は2000年国勢調査における人口統計データである。
| 基礎データ - 人口: 4,039人 - 世帯数: 1,563世帯 - 家族数: 1,045家族 - 人口密度: 718.6人/km²（1,863.0人/mi²） - 住居数: 1,635軒 - 住居密度: 290.9軒/km²（754.1軒/mi²） 人種別人口構成 - 白人: 97.60% - アフリカン・アメリカン: 0.12% - ネイティブ・アメリカン: 0.42% - アジア人: 0.17% - 太平洋諸島系: 0.05% - その他の人種: 0.64% - 混血: 0.99% - ヒスパニック・ラテン系: 1.78% 年齢別人口構成 - 18歳未満: 29.1% - 18-24歳: 7.0% - 25-44歳: 33.5% - 45-64歳: 16.8% - 65歳以上: 13.5% - 年齢の中央値: 34歳 - 性比（女性100人あたり男性の人口） - 総人口: 91.5 - 18歳以上: 86.2 | 世帯と家族（対世帯数） - 18歳未満の子供がいる: 38.5% - 結婚・同居している夫婦: 52.1% - 未婚・離婚・死別女性が世帯主: 10.9% - 非家族世帯: 33.1% - 単身世帯: 27.7% - 65歳以上の老人1人暮らし: 11.5% - 平均構成人数 - 世帯: 2.51人 - 家族: 3.08人 収入と家計 - 収入の中央値 - 世帯: 44,229米ドル - 家族: 58,451米ドル - 性別 - 男性: 35,614米ドル - 女性: 30,313米ドル - 人口1人あたり収入: 20,766米ドル - 貧困線以下 - 対人口: 2.6% - 対家族数: 4.1% - 18歳未満: 3.7% - 65歳以上: 5.6% |